# 札幌ベルエポック製菓調理専門学校
札幌ベルエポック製菓調理専門学校（さっぽろベルエポックせいかちょうりせんもんがっこう）とは、北海道札幌市中央区北1条西9丁目3-4にある専門学校。運営は学校法人滋慶学園。

## 沿革
ホームページ沿革より抜粋
- 2004年 - ベルエポック美容衛生専門学校札幌校として創立。パティシエ科・調理師科を設置。
- 2005年 - 衛生専門課程の中で食文化系と美容系を分離し、「札幌ベルエポック製菓調理専門学校」へ名称変更。カフェビジネス科１年制を設置。
- 2018年 - 校舎を東区元町から札幌市中央区北１条西９丁目に移転。
- 2019年 - 専門学校札幌ホテルウェディング専門学校と統合し、校名を札幌ベルエポック製菓調理ウェディング専門学校に変更。（ウェディング科２年制を設置）
- 2023年 - 札幌ベルエポック製菓調理専門学校に名称変更。

## 設置学科
- パティシエ科（2年制）
- 調理師科（2年制）
- カフェ・スイーツ専科（1年制）

## 取得可能資格・取得目標資格
- 製菓衛生師
- 調理師
- サービス接遇検定
- フードコーディネーター
- 色彩検定3級
- JESC認定コミュニケーションスキルアップ検定

など

## グループ校
- 東京ベルエポック製菓調理専門学校
- 埼玉福祉保育医療製菓調理専門学校
- 赤堀栄養専門学校